# Мамышев-Монро, Владислав Юрьевич
Владислав Юрьевич Мамышев-Монро (12 октября 1969, Ленинград — 16 марта 2013, Семиньяк, Бали) — советский и российский художник и артист (дрэг-квин). Известен преображениями в знаменитостей, часто в рамках перформанса, но также и на светских вечеринках, во время вернисажей своих или чужих выставок. Лауреат премии Кандинского-2007 в номинации медиа-проект года.

## Жизнь и творчество
Родился 12 октября 1969 года в Ленинграде. Учился в литературной школе № 27, из которой был исключён из-за того, что рисовал и распространял скетчи на членов политбюро.
С 1986 года работал c художественной группой «Новые художники», созданной Тимуром Новиковым. С 1987 по 1989 год служил в качестве художника и руководителя детского клуба в Советской Армии на космодроме Байконур.
Первой героиней перевоплощений Мамышева стала Мэрилин Монро, сначала он переоделся в неё, когда служил в армии. Потом по предложению Сергея Курёхина несколько раз повторил этот образ на выступлениях «Поп-механики».

### Пиратское телевидение
В 1989 году вместе с Юрисом Лесником и Тимуром Новиковым создал экспериментальный видеожурнал «Пиратское телевидение», в сюжетах которого художник опять предстал в образе Мэрилин Монро, а также исполнял множество других ролей. С этого времени за художником закрепился псевдоним Влад Монро или Мамышев-Монро. Образы, использованные в «Пиратском телевидении», сделали Влада Монро самой известной советской драг-квин, а само «Пиратское телевидение» стало первым в истории современного российского искусства сложносоставным проектом в жанре видеоарта. С 2016 года одна из авторских копий «Пиратского телевидения» находится в коллекции Центра Помпиду в Париже.

### 1990-е годы
В 1991 году снимается в музыкальном клипе «Гремит Январская Вьюга» и короткометражном фильме «Смерть Монро» медиахудожника Андрюса Венцлова.
В 1990-х годах художник время от времени пишет статьи и рецензии в «Кабинет», Художественный журнал и «Птюч».
В конце 1995 года состоялась первая московская персональная выставка художника в Якут-галерее. Выставка «Жизнь замечательных Монро» состояла из 10 фотопортретов, на которых Влад Монро предстал в образах самых разных исторических знаменитостей и литературных персонажей, в подобающих костюмах и профессиональном гриме. Фотографом серии выступил известный автор глянцевых журналов Михаил Королёв. Всего серия состоит из двенадцати героев-образов: Мэрилин Монро, Иисус Христос, Будда, Гамлет, граф Дракула, Шерлок Холмс, Жанна д’Арк, Пётр I, Екатерина II, Наполеон I, Владимир Ленин и Адольф Гитлер. При этом фотографий в серии больше, так как художник отобрал по несколько вариантов для каждого образа. Разные варианты серии «Жизнь замечательных Монро» можно было увидеть и сравнить на его московской ретроспективе в 2015 году.
Помимо выставки в галерее эти же портреты были одновременно размещены в городском пространстве — на баннерах на одном из зданий на Большой Якиманке. Согласно широко распространённой легенде баннер с изображением художника в образе Адольфа Гитлера провисел всего три дня и был снят по инициативе мэра Москвы Юрия Лужкова.
Серия «Жизнь замечательных Монро» стала одной из самых знаковых в карьере художника. Портрет художника в образе Мэрилин Монро в тёмно-синем платье на ярко-розовом фоне спустя годы можно назвать самой известной работой Владислава Мамышева-Монро, визитной карточкой художника.
В 1997 году с персональной выставки «Меня зовут Троица» начинается долгосрочное сотрудничество художника с московской XL галереей.

### Дантес
В 1999 году к тридцатилетию художника в Петербурге выходит второй и последний выпуск альманаха «Дантес», полностью посвящённый Владиславу Мамышеву-Монро. В альманах вошли статьи, рецензии, эссе, стихи и письма художника, статьи о художнике, письма к нему и стихи, ему посвящённые. В конце альманаха в качестве одного из литературных материалов опубликован приговор Куйбышевского суда С.-Петербурга, осудившего Владислава Мамышева-Монро в 1999 году на год условно за хранение героина без цели сбыта.

### 2000-е годы
В 2000 году нашёл себе новый любимый образ — советской кинозвезды Любови Орловой.
В начале 2000-х несколько лет пробыл в браке с куратором Татьяной Амешиной.
В 2003 году принял участие в выставке «Осторожно, религия!» Для выставки использовал одну из фотографий не выставлявшейся при жизни серии «Месяц», расцарапав её в своей авторской манере и дав имя работе по названию выставки «Осторожно, религия!». 18 января 2003 года Сахаровский центр, где проходила выставка, подвергся вандальному нападению со стороны защитников православия, многие экспонаты были повреждены, уничтожены или украдены. Фоторабота Владислава Мамышева-Монро была закрыта стеклом и поэтому не пострадала (стекло и рама были залиты синей краской). Вскоре уголовное дело против двух нападавших было прекращено и возбуждено другое — против двух сотрудников Музея им. Андрея Сахарова и участницы выставки Анны Альчук. В марте 2005 года директор музея Юрий Самодуров и сотрудница Людмила Василевская были признаны виновными в разжигании национальной и религиозной вражды и приговорены к штрафу, Анна Альчук была оправдана. В том же году в тележурнале «Детали» художник поделился своей реакцией на произошедшее:
...Я так боюсь всего, связанного с упоминанием религиозных тем. Потому что меня чуть не осудили: невинное моё участие в Сахаровском центре в прошлом году. Я очень верующий человек, верю в Бога. И так боюсь теперь Церкви...
В 2004 году на «REN-TV» вёл авторскую рубрику «Розовый блок» внутри еженедельной телепередачи Артемия Троицкого «Признаки жизни». Позже все эти записи вошли в компиляцию «Новое пиратское телевидение».
В 2004—2006 годах вернулся к живописи (также известно несколько ранних полотен 1990 года). Героиней почти всех картин художника была Мэрилин Монро, помещённая в советский или русский сказочный контексты. Два полотна художника 2006 года «Здравствуй, Гагарин» и «За всё, за всё тебе спасибо, товарищ Генеральный Секретарь!!!» (на обоих присутствует Мэрилин Монро) можно увидеть в постоянной экспозиции искусства XX—XXI веков в Новой Третьяковке.

### «Волга-Волга»
В 2006 году при помощи режиссёров Павла Лабазова и Андрея Сильвестрова создал свой вариант полнометражного фильма «Волга, Волга» с собой в роли Дуни Петровой. В старой александровской кинокомедии во всех сценах с главной героиней взамен головы Любови Орловой была подставлена голова Владислава Мамышева-Монро в образе знаменитой киноактрисы, играющей Дуню Петрову, кроме того, фильм был переозвучен, все песни и реплики Дуни Петровой также были исполнены художником. Премьера фильма состоялась в том же году на Роттердамском фестивале, а в 2007 году новая «Волга-Волга» получила премию Кандинского в номинации медиапроект года.

### Последние годы
Приблизительно со второй половины 2000-х большую часть времени проводил на острове Бали в Индонезии, лишь время от времени наведываясь в Россию. В результате его активность на российской художественной сцене снизилась.
В декабре 2012 года исполнил заглавную роль в фэшн-постановке «Полоний» в «Политеатре». На апрель 2013 года были запланированы новые показы спектакля.

### Смерть
16 марта 2013 года утонул в гостиничном бассейне в посёлке Семиньяк на Бали.
После смерти художника состоялись две крупные ретроспективы — в Петербурге (в 2014 году) и в Москве (в 2015 году), — организованные разными командами искусствоведов и арт-деятелей; к московской ретроспективе был выпущен большой каталог объёмом в 336 страниц.
В 2016 году вышла в свет книга «Владислав Мамышев-Монро в воспоминаниях современников», редактором-составителем которой выступила художница и подруга Влада Монро Елизавета Березовская.
В октябре 2019 года СМИ сообщили о появлении к 50-летию художника Фонда Владислава Мамышева-Монро, сайт которого содержит полное собрание произведений, авторизованную биографию, список выставок и отдельные тексты художника. Также объявлен состав экспертного совета фонда, который может консультировать по вопросам подлинности.

### Общественная позиция
В марте 2010 года подписал обращение российской оппозиции «Путин должен уйти», добавив от себя:
Хоть мой автопортрет в образе Путина и был на обложке журнала «Артхроника», и вообще хочется любить всех людей… Но именно из любви к миллионам людей я уверен, что их пора спасать от «неведающего что он творит» симулякра власти, случайно (а для нас всех — фатально) оказавшегося абсолютно не в том месте, и не в то время.

## Серии работ
| - Политбюро/Секретные материалы (1990—2002). - фотографии Влада Монро, сделанные Сергеем Борисовым (нач. 1990-х). - Расцарапки (1991—2012). - Несчастная любовь (1993). - Жизнь замечательных Монро (1995—1996). - Меня зовут Троица (1997). - Русские вопросы (1997). - Живые картинки в лесах, на берегу реки Оредеж (2000). - Любовь Орлова (2000). - Всякая страсть слепа и безумна (2001). - Сказки о потерянном времени (2001). - Диндин или святой папарацци (2002). - Месяц (2003). - Житие моё (2003). - Достоевский в Баден-Бадене (2004). - Достоевский в цветах (2004). - Женщина как она есть (2004) — живописная серия. | - Немое кино или Рак сердца (2004). - Starz (2005). - Чёрный квадрат (2005). - Уорхол-Монро (2005). - Валентина Матвиенко (2005). - Dolce Revolution (2005). - Звёздные войны (2005) — неоконченная серия. - Барби (2005). - Психо (2006). - Новое пиратское телевидение (2005). - Метаморфозы монарха (2005). - В каждой зверушке Монро (2006). - Россия… которую мы потеряли!!! (2007). - Лолиты. - Царь (2010). - Хроники Убуда (2010—2012). - Помятай про газ! (2011). - Полоний (2012). |

## Известные люди, в которых перевоплощался Влад Монро
| - Жанна Агузарова - Памела Андерсон - Жанна д’Арк - Анна Ахматова - Брижит Бардо - Елена Блаватская - Александр Блок - Ева Браун - Барбара Брыльска - Будда - Валерия - Александр Вертинский - Грета Гарбо - Эрнесто Че Гевара - Адольф Гитлер - Сальвадор Дали - Далида - Майкл Джексон - Элтон Джон - Марлен Дитрих - Фёдор Достоевский - Айседора Дункан | - Сергей Дягилев - Екатерина II - Елизавета I - Мария Ермолова - Сергей Есенин - Земфира - Иисус Христос - Иоанн Павел II - Алина Кабаева - Илья Кабаков - Луиза Казати - Лена Катина - Александр Керенский - Ким Ир Сен - Иван Конев - Надежда Крупская - Карл Лагерфельд - Усама бен Ладен - Владимир Ленин - Рената Литвинова - Людовик XIV - Мадонна | - Мао Цзэдун - Валентина Матвиенко - Владимир Маяковский - Дмитрий Медведев - Мэрилин Монро - Мэрилин Мэнсон - Наполеон I - Николай II - Любовь Орлова - Пётр I - Варвара Пешкова, мать М. Горького - DJ Лена Попова - Алла Пугачёва - Владимир Путин - Эдита Пьеха - Григорий Распутин - Рембрандт - Илья Репин - Николай Рерих - Борис Рубашкин - Айдан Салахова | - Антонио Сальери - Ксения Собчак - Иосиф Сталин - Элизабет Тейлор - Юлия Тимошенко - Вячеслав Тихонов - Лев Толстой - Тутанхамон - Эми Уайнхаус - Энди Уорхол - Флоренс Уэлч - Фридрих II - Вера Холодная - Никита Хрущёв - Константин Циолковский - Виктор Цой - Чарли Чаплин - Чиччолина - Фёдор Шаляпин |

### Персонажи
| - Алёнушка - Баба-Яга - Барби - Василиса Прекрасная - Вовочка - Александра Гаврилина, супруга Штирлица - Гамлет - Гертруда (из «Гамлета») | - гидра ГКЧП - Даная - Дракула - Иван-Царевич - Беатрикс Киддо - Клавдий (из «Гамлета») - Королевич - Мэрион Крэйн - Лаэрт | - Мона Лиза - Лолита - Марфушка - Машенька - Алексей Молчалин - Офелия - Дуня Петрова - Полоний (из «Гамлета») - Призрак отца Гамлета | - сказительница из сказок А. Роу - слепая цветочница - Снежинка - Снежная королева - Тентен - херувим - Шерлок Холмс - Царевна - Макс-Отто фон Штирлиц |

## Персональные выставки
- 2018 — «Russian Stardust». Музей Киасма, Хельсинки[19][20].
- 2017 — «Неоконченный берлинский дневник и другие архивные материалы». XL галерея, «Винзавод», Москва[21].
- 2015 — «Архив М». Московский музей современного искусства, Москва.
- 2014 — «Жизнь замечательного Монро». Новый музей, С.-Петербург.
- 2013 — «Сундук мертвеца». Музей НАИИ, С.-Петербург[22]
- 2013 — «40 дней, 40 работ». Галерея-бутик «Владимирская, 12в», Киев[23].
- 2013 — «Памяти Владислава Мамышева-Монро. 1969—2013». Русский музей, С.-Петербург[24][25].
- 2013 — «Полоний». Московский музей современного искусства, Москва[26].
- 2007 — «Россия… которую мы потеряли!!!». XL галерея, «Винзавод», Москва.
- 2006 — «Метаморфозы монарха» (совместно с В. Кацубой). В рамках фестиваля Earlymusic, Пермь.
- 2006 — «Метаморфозы монарха» (совместно с В. Кацубой). В рамках фестиваля Earlymusic, Нижегородский художественный музей, Н. Новгород.
- 2006 — «В каждой зверушке Монро». XL галерея, Москва.
- 2005 — «Метаморфозы монарха» (совместно с В. Кацубой). В рамках фестиваля Earlymusic, С.-Петербург.
- 2005 — «Новое пиратское телевидение». XL project, «Арт-Стрелка», Москва.
- 2005 — «Starz». Галерея Д137, С.-Петербург.
- 2005 — «Немое кино или Рак сердца». Московский музей современного искусства, Москва[27].
- 2004 — «Достоевский в цветах». XL project, «Арт-Стрелка», Москва.
- 2004 — Владислав Мамышев-Монро из частных коллекций. Галерея Клуба коллекционеров, «Арт-Стрелка», Москва.
- 2004 — «Достоевский в Баден-Бадене», «Женщина как она есть». Галерея Д137, С.-Петербург.
- 2004 — «Достоевский в Баден-Бадене». Московский музей современного искусства, Москва[28].
- 2004 — «Женщина как она есть». XL галерея, Москва.
- 2003 — «Житие моё». XL галерея, Москва.
- 2003 — «Диндин или святой папарацци». Галерея «Орёл Арт Презента», Париж.
- 2003 — «Секретные материалы». Клуб на Брестской, Москва.
- 2002 — «Секретные материалы». Галерея С’Арт, Москва.
- 2001 — «Бен Ладен в Москве» («Жестокий романс»). Айдан галерея, Москва.
- 2001 — «Любовь Орлова». Галерея Марата Гельмана, Киев.
- 2001 — «Всякая страсть слепа и безумна» (совместно с В. Кацубой). XL галерея, Москва.
- 2000 — «Любовь Орлова». Галерея Марата Гельмана, Москва[29].
- 1999 — «Расцарапки». Галерея Navicula Artis, С.-Петербург.
- 1999 — В. Ю. Мамышев-Монро в современной фотографии. Музей Новой Академии Изящных Искусств, С.-Петербург.
- 1997 — «Русские вопросы». Русский музей, С.-Петербург.
- 1997 — «Меня зовут Троица». XL галерея, Москва.
- 1995 — «Жизнь замечательных Монро». Якут галерея, Москва.
- 1994 — «Несчастная любовь». Русский музей, С.-Петербург.
- 1991 — «Флора и Фаон’а. Painting & Petting» (совместно с Б. Матвеевой). Музей революции (особняк М. Кшесинской), С.-Петербург.

## Групповые выставки
- 2018 — «Генеральная репетиция». Московский музей современного искусства, Москва[30].
- 2016 — «Коллекция!». Гос. музей совр. искусства, Центр Помпиду, Париж[31].
- 2016 — «Современные русские художники — участники Венецианской биеннале. Избранное». ЦВЗ «Манеж», С.-Петербург.
- 2016 — «Дада». ГЦСИ, Москва.
- 2015 — «Балаган». Кулхаус, Берлин.
- 2015 — «Брежневская эпоха и не только. Жизнь наоборот». ВМДПНИ, Москва.
- 2014 — «Актуальный рисунок». Русский музей, С.-Петербург[32].
- 2014 — «Личный выбор». ЦСК «Гараж», Москва[33].
- 2014 — «Реконструкция-2». Фонд «Екатерина», Москва[34].
- 2013 — «Affluence of the working class from differentiation to collectivism». «Павильон», Бухарест[35].
- 2013 — Групповое шоу. Галерея Rabouan-Moussion, Париж[36].
- 2013 — «Сны для тех, кто бодрствует». ММСИ, Москва[37].
- 2012 — «Избранное из собрания Московского музея современного искусства». ММСИ, Москва[38][39][40].
- 2012 — «Горячий холод». Лофт-проект «Этажи», С.-Петербург[41].
- 2012 — «Украшение красивого. Элитарность и китч в современном искусстве». Третьяковская галерея, Москва[42].
- 2012 — «Тираж ограничен». Открытая галерея, Москва[43].
- 2012 — «Новые идут!». Московский музей современного искусства, Москва.
- 2012 — «XX век: избранное». Московский музей современного искусства, Москва[44][45].
- 2012 — «Перестройка. Либерализация и эксперименты». Биеннале «Фотофест-2012», Хьюстон[46].
- 2011 — «Страсть к живописи. Русское искусство с 1970 года». Кунстмузеум, Берн[47].
- 2011 — «Новая Академия. Санкт-Петербург». Фонд «Екатерина», Москва.
- 2011 — «Линия». Музей РГГУ «Другое искусство», Москва.
- 2011 — Форум частных коллекций. Музей PERMM, Пермь.
- 2010 — «Портреты second-hand». Stella Art Foundation, Москва.
- 2010 — «История российского видеоарта. Том 3». Московский музей современного искусства, Москва.
- 2010 — «Искусство тратить время». ЦСИ М’Арс, Москва[48].
- 2010 — «Видение». Креативное пространство «Ткачи», С.-Петербург.
- 2010 — «Les Russes! Portrait photographique russe. 1970—2010». Галерея «Орёл Арт Презента», Париж.
- 2010 — «ŽEN d’АРТ». Московский музей современного искусства, Москва.
- 2010 — «Фотография из Новой России. 1991—2010». Европейский дом фотографии, Париж[49].
- 2010 — «Объекты в зеркале ближе, чем кажутся. Российский видеоарт». «Футура», Прага[50].
- 2010 — «Мужское начало». Открытая галерея, Москва.
- 2010 — «Параллельное кино». Нолл-галерея, Вена[51].
- 2010 — «Gender Check. Femininity and Masculinity in the Art of Eastern Europe». «Захента[пол.]», Варшава[52].
- 2010 — «Видение». Воронежский художественный музей им. И. Н. Крамского, Воронеж.
- 2009 — «Соблазн». Открытая галерея, Москва.
- 2009 — «Gender Check. Femininity and Masculinity in the Art of Eastern Europe». MUMOK, Вена.
- 2009 — «Fuck Young». Галерея «АртБерлога», «Винзавод», Москва.
- 2009 — «Видение». Музей PERMM, Пермь.
- 2009 — «Кризис самоидентификации». Открытая галерея, Москва.
- 2009 — «Этот смутный объект искусства». Музей Ка' Реццонико, параллельная программа Венецианской биеннале, Венеция.
- 2009 — «Будущее зависит от тебя. Новые правила». MMoMA, Москва.
- 2009 — «Ближе к телу. Русский костюм в фотографиях XIX—XXI веков». Галерея «На Солянке», Москва[53].
- 2009 — «История российского видеоарта. Том 2». MMoMA, Москва.
- 2008 — «Будущее зависит от тебя. Новые правила». Краснодарский краевой музей им. Коваленко, Краснодар.
- 2008 — «Будущее зависит от тебя. Новые правила». Самарский художественный музей, Самара.
- 2008 — «Будущее зависит от тебя. Новые правила». Свердловский областной художественный музей, Екатеринбург.
- 2008 — «Будущее зависит от тебя. Новые правила». Аэропорт Толмачёво, Новосибирск.
- 2008 — «Будущее зависит от тебя. Новые правила». Дальневосточный художественный музей, Хабаровск.
- 2008 — «Будущее зависит от тебя. Новые правила». Красноярский музейный центр, Красноярск.
- 2008 — «Будущее зависит от тебя. Новые правила». Приморский музей им. В. К. Арсеньева, Владивосток.
- 2008 — «Оттепель». Музей Челси, Нью-Йорк.
- 2008 — «Я не шучу». Галерея Бернда Куглера, Инсбрук[54].
- 2007 — «Соц-арт. Политическое искусство в России». Галерея «Мезон Руж»[англ.], Париж.
- 2007 — «Будущее зависит от тебя. Коллекция Пьера-Кристиана Броше». MMoMA, Москва.
- 2007 — «Соц-арт. Политическое искусство в России». Третьяковская галерея, Москва.
- 2007 — «История российского видеоарта. Том 1». MMoMA, Москва[55][56].
- 2006 — «Трэш-glamour». Галерея RuArts, Москва.
- 2005 — «Барбизона». Галерея RuArts, Москва.
- 2005 — «Улица, искусство, мода». Антверпенский фотомузей[англ.], Антверпен[57].
- 2005 — «Портрет лица». ЦСИ М’Арс, Москва.
- 2005 — «Ангелы истории. Московский концептуализм и его влияния», в рамках фестиваля «Европалия». M HKA, Антверпен[58].
- 2005 — «Russia!». Музей Гуггенхайма, Нью-Йорк[59].
- 2005 — «Русский поп-арт». Третьяковская галерея, Москва.
- 2005 — «Transversalistes russes». Галерея «Орёл Арт Презента», Париж.
- 2005 — «Актуальная мобилография-2». Галерея искусств З. Церетели, Москва[60].
- 2005 — «Гендерные волнения». MMoMA, Москва[61].
- 2005 — «Starz». MMoMA, Москва.
- 2005 — «Сообщники». Третьяковская галерея, Москва.
- 2004 — «Bubble. Комикс в современном искусстве». Галерея Марата Гельмана, «Винзавод», Москва.
- 2004 — «Искусство — это иллюзия». Галерея RuArts, Москва.
- 2004 — «На курорт!». Новый Манеж, Москва.
- 2004 — «На курорт!». Кунстхалле, Баден-Баден.
- 2004 — Фотобиеннале, Москва.
- 2004 — «Берлин — Москва/Москва — Берлин. 1950—2000», Исторический музей, Москва.
- 2003 — «Осторожно, религия!». Музей им. Андрея Сахарова, Москва.
- 2002 — «Мелиорация». Пансионат «Клязьминское водохранилище», Мытищинский район Московской обл.[62]
- 2002 — Фотобиеннале, Москва.
- 2002 — «Снежинка/Снегурочка». «Захента[пол.]», Варшава[63].
- 2001 — «Warhol connections». L-галерея, в рамках фестиваля «Неделя Уорхола в Москве», Москва.
- 1998 — Фотобиеннале, Москва.
- 1997 — «…250 000 миль». Манеж, Москва.
- 1996 — «Зона». Третьяковская галерея, Москва.
- 1994 — «Олимп на крыше». С.-Петербург.
- 1991 — «Холодность и красота. Современное искусство Ленинграда». Хельсинки.
- 1990 — «Текствуальное искусство Ленинграда». Выст. зал «На Каширке», Москва.
- 1989 — «Женщины в искусстве». Выставочный зал Объединения музеев Ленинградской области, Ленинград.
- 1989 — «И снится нам…» Дом культуры железнодорожников, Ленинград.

## Работы находятся в собраниях
- Русский музей, С.-Петербург[24].
- Третьяковская галерея, Москва.
- Государственный музей современного искусства (Центр Помпиду), Париж[4].
- Московский музей современного искусства[64].
- Московский дом фотографии[65].
- Государственный центр современного искусства, Москва.
- Музей современного искусства, Антверпен[66].
- Новый музей, С.-Петербург[64].
- Stella Art Foundation, Москва[67].
- Музей Art4.ru, Москва.
- Фонд (или компания) New Rules[68].
- Фонд ММ (основан после смерти художника).
- Архив Тимура Новикова.

Кроме того, в частных собраниях: Дмитрия Аксёнова, Михаила Алшибая, Екатерины Андреевой, Иосифа Бакштейна, Елизаветы Березовской, Виктора Бондаренко, Пьера Броше, Игоря Бутмана, Алексея Верхотурова, Петра Войса, Алексея и Лоры Генслер, Элтона Джона, Фолькера Диля, Леонида Добровского, Константина Звездочётова, Валерия Кацубы, Маруси Климовой, Дмитрия Коваленко, Арины Ковнер, Евгения (Е-Е) Козлова, Олега Котельникова, Леонида Куропаткина, Беллы Матвеевой, Владимира Овчаренко, Андрея Помулева, Елены Селиной, Екатерины и Владимира Семинихиных, Ольги Слуцкер, Ольги Солдатовой, Ольги Тобрелутс, Артемия Троицкого, Виктории Ухаловой, Катрин Филипс, Владимира Фролова, Михаила Царёва, Сергея Чубраева и Николя Шибаева.

## Обложки
Работы художника становились обложками изданий:
- 1989 — en[англ.] № 9[75]
- 1989 — (Newlook[фр.]) (декабрь)
- 1993 — Художественный журнал № 3
- 1995 — «Птюч» № 2[76]
- 1999 — «Дантес» № 2[77]
- 2006 — «Артхроника», спецвыпуск № 9 («Art under Putin»)
- 2006 — ОМ № 4 (апрель, № 102)[78]
- 2007 — «Собака» № 3 (март)[79]
- 2008 — «Артхроника» № 11 (ноябрь)
- 2010 — «Хулиган» № 9 (сентябрь)
- 2011 — «Артхроника» № 10 (декабрь/январь/февраль-2011/2012)
- 2012 — «Time Out Москва» № 50[80]

Портрет художника в образе Мэрилин Монро из серии «Жизнь замечательных Монро» (1995) в 2009 году стал лицом (обложкой каталога и визуальной составляющей всех афиш) выставки «Проверка гендера. Фемининность и маскулинность в искусстве Восточной Европы» в МУМОКе.

## Цитаты
Об Алле Пугачёвой:

Мой учитель грима — Алла Пугачёва. В 1980-е она поразила моё воображение тем, что закрашивала двойной подбородок не коричневым, а чёрным гримом, чтобы возникал эффект тени. Она — уникальный художник.
Мария Кравцова, «Признаки Монро», журнал «Личное время», 2004

О биеннальном движении:

Я не участвую во всяких «карьерных» мероприятиях типа биеннале. По-моему, всех участников художественных процессов обуяло какое-то безумие, и искусство стало превращаться в перенасыщенную чиновниками тяжёлую индустрию. Все эти регулярные смотры выполняемых заданий на ту или иную высосанную из пальца тему ставят художника в унизительную позу шестерёнки в конвейере, главными героями которого являются банки-спонсоры и второсортные жулики, отмывающие репутации через погружение в «высокое». Они навязывают «арт-историкам» свои патологические вкусы, оперируют колоссальными бюджетами, давно ставшими — и это не секрет — коррупционной кормушкой для полчищ переквалифицировавшихся в чиновников арт-критиков и арт-дилеров.
«Афиша. Все развлечения Москвы» № 16 (304) от 5 сентября 2011, с. 123

О самом художнике:
В каком-то смысле Монро — это Анатолий Зверев, только новой, кислотной, формации.Фёдор Ромер
Он стал символом перестройки. За годы, которые он прожил во время перестройки, он показал многообразие мира, множественность человека, который ощутил себя множественным именно благодаря перестройке. Показал полюс абсолютного Добра, который для него олицетворяла Мэрилин Монро, полюс абсолютного Зла, который олицетворял для него Адольф Гитлер. И со смертью Владика Монро закончился этот проект, и все поняли, что всё, больше никаких потрясений не будет, революции закончились, и эта свобода ощущать себя как многомерного, многоликого персонажа закончилась тоже.Олеся Туркина

## Другие художники — мастера перевоплощения
| - Минг Вонг (Ming Wong) - Ариан Лозе (Ariane Loze) - Ясумаса Моримура - Томоко Савада | - Джиллиан Уэринг - Самуэль Фоссо - Синди Шерман |